# Handbol als Jocs Olímpics d'estiu de 1992 - Competició masculina
Als Jocs Olímpics d'Estiu de 1992 celebrats a la ciutat de Barcelona es disputà una competició d'handbol en categoria masculina, que juntament amb la competició en categoria femenina formà part del programa olímpic oficial de l'handbol.
La competició es va disputar entre el 27 de juliol i el 8 d'agost de 1992 al Palau d'Esports de Granollers, si bé els partits per les medalles es varen celebrar al Palau Sant Jordi (Barcelona).

## Comitès participants
Hi participaren un total de 178 jugadors d'handbol de 12 comitès nacionals diferents.
| - Alemanya - Brasil - Corea del Sud - Egipte | - Equip Unificat - Espanya - França - Hongria | - Islàndia - Romania - Suècia - Txecoslovàquia |

## Resum de medalles
| Or | Argent | Bronze |
| Equip UnificatAndrei Barbashinsky Serhiy Bebeshko Igor Chumak Talant Duyshebaev Yuriy Gavrilov Valery Gopin Oleg Grebnev Oleg Kiselyov Vassili Kudínov Andrei Lavrov Igor Vasilev Mikhail Yakimovich | SuèciaMagnus Andersson · Robert Andersson · Anders Bäckegren · Per Carlén · Magnus Cato · Erik Hajas · Robert Hedin · Patrik Liljestrand · Ola Lindgren · Mats Olsson · Staffan Olsson · Axel Sjöblad · Tommy Souraniemi · Tomas Svensson · Pierre Thorsson · Magnus Wislander | FrançaPhilippe Debureau · Philippe Gardent · Denis Lathoud · Pascal Mahé · Philippe Médard · Gaël Monthurel · Laurent Munier · Frédéric Perez · Alain Portes · Thierry Perreux · Éric Quintin · Jackson Richardson · Stéphane Stoecklin · Jean-Luc Thiébaut · Denis Tristant · Frédéric Volle |

## Medaller
| Posició | País           | Or | Argent | Bronze | Total |
| 1       | Equip Unificat | 1  | 0      | 0      | 1     |
| 2       | Suècia         | 0  | 1      | 0      | 1     |
| 3       | França         | 0  | 0      | 1      | 1     |

## Detalls de la competició
El torneig masculí guardava molts paral·lelismes amb el femení. De la mateixa manera, les tres potències dominants (l'URSS, Iugoslàvia i la RDA) havien patit greus transformacions. Malgrat tot, l'Equip Unificat i Alemanya eren entre les favorites. Juntament amb elles hi havia també un equip escandinau, en aquest cas Suècia. Tampoc Corea del Sud era prou considerada, encara que havien estat plata a Seül. Els amfitrions actuals, però, sí comtaven amb esperances a la competició masculina. Als dos darrers mundials acabaren cinquens, encara que els Jocs Olímpics se'ls atratagantaven més. Per a Barcelona havien renovat l'equip amb el somni de donar el salt definitiu. A priori, el dos grups també semblaven prou descompensats, més encara després de la substitució d'Islàndia per Iugoslàvia, que deixava el camí lliure a Suècia en el Grup A, mentre un grapat d'aspirants (incloent-hi a Romania, tercera en el darrer Mundial) ho tindrien més difícil en el Grup B.
Efectivament, Suècia no va tindre rival al Grup A. Islàndia es va guanyar el dret a acompanyar-los en derrotar els coreans. Al Grup B tot varen ser sorpreses. L'Equip Unificat va ser primer amb molta més tranquil·litat del previst. La davallada d'Espanya i Alemanya va ser aprofitada per França. Un equip sense nom en els grans tornejos però que es va plantar en semifinals.
Un cop allí, la lògica es va imposar i els dos millors equips es van classificar per a la final. La França de Jackson Richardson va rematar un torneig magnífic amb la seva primera medalla important. L'Equip Unificat va endur-se finalment la final enfront Suècia en l'acomiadament d'una estirp de campions que s'acomiadava per sempre més amb una gran actuació de Talant Dujshebaev, màxim anotador del torneig.

## Resultats

### Primera ronda

#### Grup A
| Equip          | Pts | PJ | PG | PE | PP | GF  | GC  | DG  |
| -------------- | --- | -- | -- | -- | -- | --- | --- | --- |
| Suècia         | 10  | 5  | 5  | 0  | 0  | 120 | 86  | +34 |
| Islàndia       | 7   | 5  | 3  | 1  | 1  | 101 | 99  | +2  |
| Corea del Sud  | 6   | 5  | 3  | 0  | 2  | 114 | 117 | -3  |
| Hongria        | 4   | 5  | 2  | 0  | 3  | 102 | 108 | -6  |
| Txecoslovàquia | 3   | 5  | 1  | 1  | 3  | 94  | 92  | +2  |
| Brasil         | 0   | 5  | 0  | 0  | 5  | 96  | 125 | -29 |

| 27 de juliol de 1992 11:30 |       |                |                              |
| Suècia                     | 20-14 | Txecoslovàquia | Palau d'Esports (Granollers) |

| 27 de juliol de 1992 14:30 |       |        |                              |
| Islàndia                   | 19-18 | Brasil | Palau d'Esports (Granollers) |

| 27 de juliol de 1992 19:00 |       |               |                              |
| Hongria                    | 18-22 | Corea del Sud | Palau d'Esports (Granollers) |

| 29 de juliol de 1992 10:00 |       |        |                              |
| Corea del Sud              | 18-28 | Suècia | Palau d'Esports (Granollers) |

| 29 de juliol de 1992 14:30 |       |         |                              |
| Brasil                     | 21-27 | Hongria | Palau d'Esports (Granollers) |

| 29 de juliol de 1992 20:30 |       |          |                              |
| Txecoslovàquia             | 16-16 | Islàndia | Palau d'Esports (Granollers) |

| 31 de juliol de 1992 11:30 |       |               |                              |
| Txecoslovàquia             | 19-20 | Corea del Sud | Palau d'Esports (Granollers) |

| 31 de juliol de 1992 14:30 |       |         |                              |
| Islàndia                   | 22-16 | Hongria | Palau d'Esports (Granollers) |

| 31 de juliol de 1992 19:00 |       |        |                              |
| Suècia                     | 22-15 | Brasil | Palau d'Esports (Granollers) |

| 2 d'agost de 1992 10:00 |       |               |                              |
| Islàndia                | 26-24 | Corea del Sud | Palau d'Esports (Granollers) |

| 2 d'agost de 1992 16:00 |       |        |                              |
| Hongria                 | 21-25 | Suècia | Palau d'Esports (Granollers) |

| 2 d'agost de 1992 19:00 |       |                |                              |
| Brasil                  | 16-27 | Txecoslovàquia | Palau d'Esports (Granollers) |

| 4 d'agost de 1992 11:30 |       |                |                              |
| Hongria                 | 20-18 | Txecoslovàquia | Palau d'Esports (Granollers) |

| 4 d'agost de 1992 14:30 |       |        |                              |
| Corea del Sud           | 30-26 | Brasil | Palau d'Esports (Granollers) |

| 4 d'agost de 1992 20:30 |       |          |                              |
| Suècia                  | 25-18 | Islàndia | Palau d'Esports (Granollers) |

#### Grup B
| Equip          | Pts | PJ | PG | PE | PP | GF  | GC  | DG  |
| -------------- | --- | -- | -- | -- | -- | --- | --- | --- |
| Equip Unificat | 10  | 5  | 5  | 0  | 0  | 121 | 98  | +23 |
| França         | 8   | 5  | 4  | 0  | 1  | 111 | 98  | +13 |
| Espanya        | 6   | 5  | 3  | 0  | 2  | 97  | 98  | -1  |
| Romania        | 3   | 5  | 1  | 1  | 3  | 107 | 115 | -8  |
| Alemanya       | 3   | 5  | 1  | 1  | 3  | 97  | 103 | -6  |
| Egipte         | 0   | 5  | 0  | 0  | 5  | 92  | 113 | -21 |

| 27 de juliol de 1992 10:00 |       |        |                              |
| Romania                    | 22-21 | Egipte | Palau d'Esports (Granollers) |

| 27 de juliol de 1992 16:00 |       |          |                              |
| Equip Unificat             | 25-15 | Alemanya | Palau d'Esports (Granollers) |

| 27 de juliol de 1992 20:30 |       |        |                              |
| Espanya                    | 16-18 | França | Palau d'Esports (Granollers) |

| 29 de juliol de 1992 11:30 |       |                |                              |
| França                     | 18-28 | Equip Unificat | Palau d'Esports (Granollers) |

| 29 de juliol de 1992 16:00 |       |         |                              |
| Alemanya                   | 21-27 | Romania | Palau d'Esports (Granollers) |

| 29 de juliol de 1992 19:00 |       |        |                              |
| Espanya                    | 16-16 | Egipte | Palau d'Esports (Granollers) |

| 31 de juliol de 1992 10:00 |       |        |                              |
| Equip Unificat             | 22-18 | Egipte | Palau d'Esports (Granollers) |

| 31 de juliol de 1992 16:00 |       |        |                              |
| Alemanya                   | 20-23 | França | Palau d'Esports (Granollers) |

| 31 de juliol de 1992 19:00 |       |         |                              |
| Espanya                    | 21-20 | Romania | Palau d'Esports (Granollers) |

| 2 d'agost de 1992 11:30 |       |        |                              |
| Romania                 | 20-26 | França | Palau d'Esports (Granollers) |

| 2 d'agost de 1992 14:30 |       |          |                              |
| Egipte                  | 16-24 | Alemanya | Palau d'Esports (Granollers) |

| 2 d'agost de 1992 20:30 |       |                |                              |
| Espanya                 | 18-24 | Equip Unificat | Palau d'Esports (Granollers) |

| 4 d'agost de 1992 10:00 |       |        |                              |
| França                  | 22-19 | Egipte | Palau d'Esports (Granollers) |

| 4 d'agost de 1992 16:00 |       |         |                              |
| Equip Unificat          | 27-25 | Romania | Palau d'Esports (Granollers) |

| 4 d'agost de 1992 19:00 |       |          |                              |
| Espanya                 | 19-18 | Alemanya | Palau d'Esports (Granollers) |

### Semifinals
| 6 d'agost de 1992 19:00 |       |        |                              |
| Suècia                  | 25-22 | França | Palau d'Esports (Granollers) |

| 6 d'agost de 1992 21:00 |       |          |                              |
| Equip Unificat          | 23-19 | Islàndia | Palau d'Esports (Granollers) |

### Finals

#### Per la medalla d'or
| 8 d'agost de 1992 17:00 |       |                |                              |
| Suècia                  | 20-22 | Equip Unificat | Palau Sant Jordi (Barcelona) |

#### Per la medalla de bronze
| 8 d'agost de 1992 15:00 |       |          |                              |
| França                  | 24-20 | Islàndia | Palau Sant Jordi (Barcelona) |

#### Per la cinquena plaça
| 7 d'agost de 1992 21:00 |       |         |                              |
| Corea del Sud           | 21-36 | Espanya | Palau d'Esports (Granollers) |

#### Per la setena plaça
| 7 d'agost de 1992 19:00 |       |         |                              |
| Hongria                 | 23-19 | Romania | Palau d'Esports (Granollers) |

#### Per la novena plaça
| 7 d'agost de 1992 16:00 |       |          |                              |
| Txecoslovàquia          | 20-19 | Alemanya | Palau d'Esports (Granollers) |

#### Per l'onzena plaça
| 7 d'agost de 1992 14:00 |       |        |                              |
| Brasil                  | 24-27 | Egipte | Palau d'Esports (Granollers) |

### Classificació final
| Equip | Equip          | Pts | PJ | PG | PE | PP | GF  | GC  | Dif |
| ----- | -------------- | --- | -- | -- | -- | -- | --- | --- | --- |
| 1     | Equip Unificat | 14  | 7  | 7  | 0  | 0  | 166 | 137 | +29 |
| 2     | Suècia         | 12  | 7  | 6  | 0  | 1  | 165 | 130 | +35 |
| 3     | França         | 10  | 7  | 5  | 0  | 2  | 157 | 143 | +14 |
| 4     | Islàndia       | 7   | 7  | 3  | 1  | 3  | 140 | 146 | -6  |
| 5     | Espanya        | 8   | 6  | 4  | 0  | 2  | 132 | 119 | +13 |
| 6     | Corea del Sud  | 6   | 6  | 3  | 0  | 3  | 135 | 153 | -18 |
| 7     | Hongria        | 6   | 6  | 3  | 0  | 3  | 125 | 127 | -2  |
| 8     | Romania        | 3   | 6  | 1  | 1  | 4  | 126 | 138 | -12 |
| 9     | Txecoslovàquia | 5   | 6  | 2  | 1  | 3  | 114 | 111 | +3  |
| 10    | Alemanya       | 2   | 6  | 1  | 1  | 4  | 118 | 123 | -5  |
| 11    | Egipte         | 2   | 6  | 1  | 0  | 5  | 112 | 137 | -25 |
| 12    | Brasil         | 0   | 6  | 0  | 0  | 6  | 120 | 152 | -32 |